# Lancia Delta 20/30hp
El Lancia Delta 20/30hp (Tipo 56, Delta) es un automóvil de turismo fabricado por la marca italiana Lancia en 1911. El Delta estaba basado en el Lancia Gamma 20hp, pero modernizado en muchos aspectos. El Delta fue construido en dos versiones de chasis con diferentes distancia entre ejes (normal y corto). La cilindrada del motor fue aumentada con respecto a su antecesor hasta los 4084 cc, que le permite alcanzar 60 hp de potencia máxima a 1800 rpm y una velocidad máxima declarada de 115 kilómetros por hora (71 mph).